# Krośnica (województwo małopolskie)
Krośnica – wieś w Polsce położona w województwie małopolskim, w powiecie nowotarskim. Jest sołectwem w gminie Krościenko nad Dunajcem.

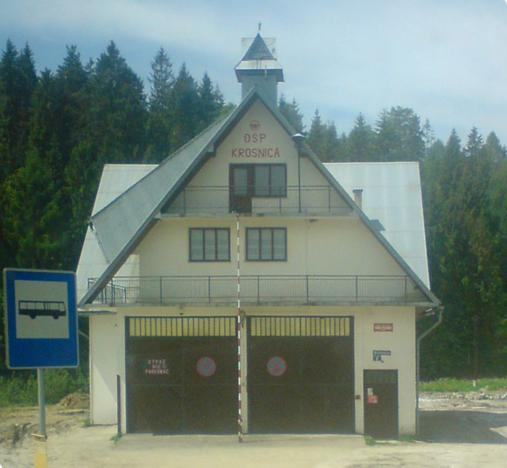
OSP w Krośnicy

Wieś królewska, założona w drugiej połowie XVI wieku w powiecie sądeckim województwa krakowskiego, należała do tenuty czorsztyńskiej. Nazwa osady pochodzi prawdopodobnie od nazwy rzeki Krośnica. W styczniu 1945 ucierpiała mocno wskutek działań wojennych. W latach 1975−1998 miejscowość administracyjnie należała do województwa nowosądeckiego. Wieś liczy około 1000 mieszkańców.